# Verte longue
 (octobre 2015).
Si vous disposez d'ouvrages ou d'articles de référence ou si vous connaissez des sites web de qualité traitant du thème abordé ici, merci de compléter l'article en donnant les références utiles à sa vérifiabilité et en les liant à la section « Notes et références ».
La Verte longue est une variété de poire.

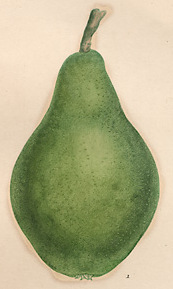
Verte longue, d'après Jaume Saint-Hilaire.

## Synonymes
- Verte longue d'hiver[1].
- Mouille Bouche d'automne.

Remarque : il existe une Verte Longue Panachée, appelée Schweizer Hose (Pantalon suisse) en Allemagne.

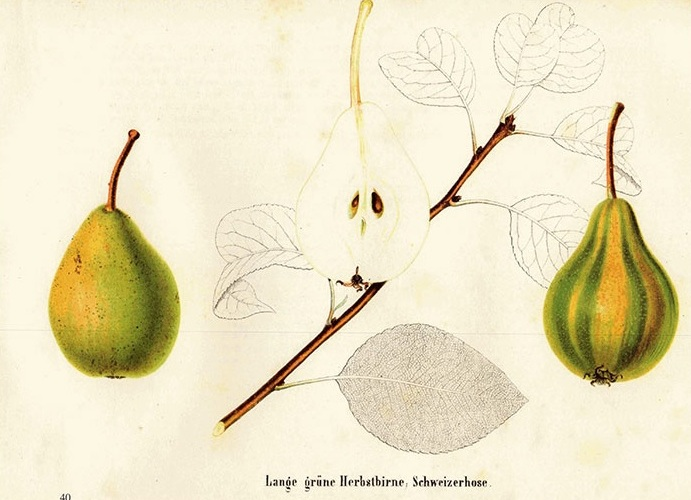
Les deux Verte Longue.

## Origine
La poire est cultivée dans le département de la Sarthe.

## Arbre
Culture. - L'arbre est vigoureux et fertile surtout cultivé en haute tige en plein vent.

## Fruit
Il se révèle un peu cydoniforme (en forme de coing), court et ventru, assez régulier en son pourtour, asymétrique.
L'épiderme va de vert clair à vert foncé, picté finement de vert foncé, des taches fauves sont situées vers le pédicelle.
L'œil est moyen, mi -clos, inséré dans une cavité à peine marquée, évasée et bosselée.
Le pédicelle est long, de moyenne grosseur, droit ou légèrement arqué, implanté bien au sommet du fruit sans dépression bien marquée.
La chair est jaunâtre, fine, juteuse, sucrée et parfumée.
Le fruit se révèle d'assez bonne qualité.
Sa maturité varie de l'automne à l'hiver.

## Appréciation générale
C'est une poire de garde et cette qualité en fait la valeur.

#### Ouvrages
- André Leroy,  « Dictionnaire de Pomologie », Poires, tomes  I et II, Imprimeries Lachaire à Angers.
- H. Kessler : « Pomologie illustrée », Imprimeries de la Fédération S.A, Berne.
- Georges Delbard, « Les Beaux fruits de France d’hier », Delbard, Paris, 1993,  (ISBN 2-950-80110-2).

#### Revues et publications
- Revue « Fruits Oubliés », no 54.